# Кайэда, Банри
Банри Кайэда (яп. 海江田 万里 Кайэда Банри, род. 26 февраля 1949, Сугинами, Токио) — японский политик и государственный деятель. Член Палаты представителей Японии из Конституционно-демократической партии и член палаты советников в Сейме (национальный законодательный орган).

## Политическая карьера
Он работал экономическим аналитиком и секретарем члена палаты советников до победы на выборах в Палату представителей на всеобщих выборах 1993 года. Первоначально он был членом Новой партии Японии, а затем сформировал недолговечную партию после краха НПЯ и был одним из основателей Демократической партии Японии в 1996 году.
В январе 2011 года он был назначен главой министерства экономики, торговли и промышленности премьер-министром Наото Кан. В марте 2011 года катастрофа в Фукусиме сделала очевидные многочисленные ошибки в министерстве, и Кайеда ушла в отставку в качестве министра экономики в августе, чтобы обязанность[проверить перевод]. Он находился под сильным давлением, чтобы подать в отставку из Либерально-демократической партии и был доведен до слез на диетическом этаже[проверить перевод] после 20 минут отстранения от законодателя ЛДП Рёсеи Аказавы несколькими днями ранее.
Он присоединился к недавно сформированной Конституционно-демократической партии Японии в 2017 году после распада Демократической партии.